# 1998年8月22日日食
1998年8月22日日食是一次日環食，發生於1998年8月22日（西半球為8月21日）。新月當天（即朔日），地球上觀測到月球和太阳的角距離極小，此時月球如果恰好在月球交點附近，穿過太阳和地球之間，與地球、太阳接近一直線，則會出現日食。月球穿過太阳和地球之間，但距地球較遠，本影未能接觸地表，而使偽本影覆蓋的區域內看到月球的角直徑小於太陽，就形成日環食，同時在偽本影兩側數千公里的半影範圍內形成日偏食。此次日環食經過了印尼、马来西亚、巴布亚新几内亚、所罗门群岛、瓦努阿图，日偏食則覆蓋了亚洲東南部和大洋洲大部。

## 日食概況

### 出現區域
斯里蘭卡東南約990公里處的印度洋東部海域在8月22日日出時最先看到日環食，隨後月球偽本影向東穿過马来群岛和马来半岛的部分地區，在巴布亚新几内亚巴姆島東北約90公里的俾斯麥海海面達到最大食分，此後繼續向東南經過巴布亚新几内亚新不列顛等島嶼，進入所羅門海、珊瑚海，途中覆蓋了數個島嶼，跨過國際日期變更線後在8月21日日落食分結束於里馬塔拉島西南約780公里的南太平洋洋面。陸地上看到的日環食均在8月22日。
偽本影經過的陸地包括：
- 印度尼西亞：蘇門答臘的北蘇門答臘省南部（包括尼亞斯島除南端外的大部、穆薩拉島及周邊小島）、廖內省北部，廖內群島省阿南巴斯群島除東北部外的大部、納土納群島南部，加里曼丹的北加里曼丹省北部，北蘇拉威西省北至桑格島除北部外的大部、南至錫奧島除極南端外絕大部分的島嶼，马鲁古省拉烏島中北部和摩羅泰島北半部（今屬北马鲁古省）；
- 马来西亚：西馬的雪蘭莪極南端、森美蘭南半部、马六甲、柔佛州除南部和極北端外的絕大部分、彭亨南部，東馬砂拉越的沐膠省東北半部、詩巫省東北部、民都魯省北半部、加帛省北部、美里省中南部、林夢省南端；
- ：馬努斯省的武武盧島、阿瓦島，西新不列顛省的烏內阿島（英语：Unea Island）和新不列顛島上該省轄區除東西兩端外的大部，東新不列顛省西南部；
- 所罗门群岛：貝羅那島、拉納爾島；
- ：桑馬省除埃斯皮里圖桑托島北半部外的大部、馬朗巴省全境、彭纳马省彭特科斯特島南端、謝法省北半部。[3][4]

除了上述狹窄的環食帶內能看到日環食之外，月球半影覆蓋範圍內都能看到日偏食，包括南亚除巴基斯坦和印度西北部邊境外的大部、整個东南亚、中國中南部、韩国南部、日本西南部、澳大拉西亞、美拉尼西亚、玻里尼西亞西南部。其中大部分位於國際日期變更線以西，在8月22日看到日食，剩下的部分在8月21日看到日食。

此次日環食過程中月影在地表移動的動畫

### 基本參數
- 類型：日環食
- 食甚中心處（位於巴布亚新几内亚巴姆島東北約90公里的俾斯麥海）資料：
  - 時間：1998年8月22日2:06:07.3
  - 地點：2°58.8′S 145°23.0′E / 2.9800°S 145.3833°E
  - 食分：0.9734（環食帶內最大）
  - 日環食持續時間：3分13.9秒

## 觀測
在马来西亚，8月通常都很乾燥。但由於厄尔尼诺现象，日食前2個星期每天都下雨。日食當天，在哥打丁宜縣附近的美国国家航空航天局林顿·约翰逊太空中心的觀測點，太阳最初在雲縫中時隱時現，後來雲層散開，環食階段能夠完整看到，40分鐘後天空完全放晴。

## 相關的日食

### 1997-2000年的日食
月球交替位於相對的月球交點時，以半個交點年（食年），即約177天又4小時間隔出現下列日食。
| 日食列表  |           |           |           |           |           |           |           |           |           |           |           |
| 1997-2000 | 2000-2003 | 2004-2007 | 2008-2011 | 2011-2014 | 2015-2018 | 2018-2021 | 2022-2025 | 2026-2029 | 2029-2032 | 2033-2036 | 2036-2039 |

| 降交點                                                         | 降交點                  |                  | 升交點                   | 升交點 |
| 沙羅周期                                                       | 地圖                    | 沙羅周期         | 地圖                     |        |
| 120 俄罗斯赤塔的日全食                                         | 1997年3月9日 全食       | 125              | 1997年9月2日 偏食（南）  |        |
| 130                                                            | 1998年2月26日 全食      | 135              | 1998年8月22日 環食       |        |
| 140                                                            | 1999年2月16日 環食      | 145 法国的日全食 | 1999年8月11日 全食       |        |
| 150                                                            | 2000年2月5日 偏食（南） | 155              | 2000年7月31日 偏食（北） |        |
| 註：2000年7月1日和2000年12月25日的日偏食屬於下一組交點年系列。 |                         |                  |                          |        |

### 沙羅周期
沙羅周期長度為18年11天。本次日食屬於沙羅周期135，共包含71次日食，依次為1331年7月5日至1493年10月10日的10次日偏食、1511年10月21日至2305年2月24日的45次日環食、2323年3月8日至2341年3月18日的2次全環食（亦稱混合食）、2359年3月29日至2449年5月22日的6次日全食、2467年6月2日至2593年8月17日的8次日偏食，總共歷時1262.11年。其中最長的全食發生於2431年5月12日，共持續2分27秒。
下表列舉了1901年至2100年間發生的屬於該周期的日食，是第33至43次：
| 33            | 34             | 35            |
| ------------- | -------------- | ------------- |
| 1908年6月28日 | 1926年7月9日   | 1944年7月20日 |
| 36            | 37             | 38            |
| 1962年7月31日 | 1980年8月10日  | 1998年8月22日 |
| 39            | 40             | 41            |
| 2016年9月1日  | 2034年9月12日  | 2052年9月22日 |
| 42            | 43             |               |
| 2070年10月4日 | 2088年10月14日 |               |

## 資料來源
1. ↑  樊忠玉. . 中国天文科普网.   [2016-01-18]. （原始内容存档于2014-09-17）.
2. 1 2  Fred Espenak. . NASA Eclipse Web Site.   [2016-01-18]. （原始内容存档于2020-10-17）.（英文）
3. ↑  Fred Espenak. . NASA Eclipse Web Site.   [2016-01-18]. （原始内容存档于2020-10-20）.（英文）
4. ↑  Xavier M. Jubier. .   [2016-01-18]. （原始内容存档于2016-10-26）.（法文）（英文）
5. ↑  Fred Espenak. . NASA Eclipse Web Site.   [2016-01-18]. （原始内容存档于2008-08-29）.（英文）
6. ↑  Paul Maley. .   [2016-01-21]. （原始内容存档于2020-10-30）.（英文）
7. ↑  Fred Espenak. . NASA Eclipse Web Site.（英文）

## 外部連結
- NASA日食專頁（页面存档备份，存于）（英文）
- 可見區域圖和時間統計：由弗雷德·埃斯佩纳克做出的日食預報，NASA/GSFC
  - Google互動地圖呈現的日食範圍
  - 貝塞爾元素
- Google地圖顯示的日環食和日偏食範圍（页面存档备份，存于）（法文）（英文）
- 日環食，1998年8月24日每日一天文圖，拍攝於马来西亚豐盛港

| \| \| 日食 \|                             |                              |                                           |
| 上一次日食： 1998年2月26日日食 （日全食） | 1998年8月22日日食 （日環食） | 下一次日食： 1999年2月16日日食 （日環食） |
| 上一次日環食： 1995年4月29日日食          | 1998年8月22日日食 （日環食） | 下一次日環食： 1999年2月16日日食          |
|                                           | 日食                         |                                           |